# تيسير التميمي
تيسير التميمي (1952 -) قاضي، وسياسي فلسطيني، كان قاضيًا لقضاة فلسطين ورئيسًا للمجلس الأعلى للقضاء الشرعي. كما أنه عضوٌ في مجلس أمناء جامعة الخليل.

## النشأة والتحصيل العلمي
وُلد تيسير رجب حامد بيوض التميمي قرب المسجد الإبراهيمي في البلدة القديمة في مدينة الخليل جنوب الضفة الغربية في 21 أكتوبر من عام 1952، لأسرة تنسب إلى الصحابي الجليل تميم بن أوس الداري. تلقى تعليمه المدرسي بين مدن القدس وأريحا وإربد وبيت لحم حيث عمل والده قاضيًا شرعيًا فيها وهو الشيخ رجب بيوض التميمي الذي كان أول الحاصلين على شهادة الدكتوراه في مدينة الخليل. في 1975، حصل على الإجازة الجامعية من جامعة الأزهر في الشريعة والقانون. ثم في عام 1996، حصل على درجة الماجستير في الفقه والتشريع من جامعة النجاح الوطنية في مدينة نابلس. ولاحقًا في عام 2006، حصل على درجة الدكتوراه في الفقه وأصوله من معهد الدعوة الجامعي للدراسات العليا في بيروت.

## الحياة العملية
عمل تيسير التميمي قاضيًا شرعيًا في بيت لحم ثم الخليل عام 1986. وفي عام 1994، عينه ياسر عرفات مفتشًا على المحاكم الشرعية. ولاحقًا منذ عام 1997 إلى 1999 عمل قاضيًا للقضاة بالإنابة. في أبريل 1998، كُلف التميمي بتشكيل لجنة للعمل على وضع قانون للأحوال الشخصية يكون فعالًا في الأراضي الفلسطينية «كخطوة أساسية في إقامة الدولة الفلسطينية». في مارس 2000، عيّنه عرفات رسميًا نائبًا لقاضي القضاة.
في 2002 عُين قاضيًا لقضاة فلسطين ورئيسًا للمحكمة الشرعية العليا. وفي سنة 2003 عين رئيسًا للمجلس الأعلى للقضاء الشرعي. لاحقًا عام 2010، أحاله الرئيس الفلسطيني محمود عباس على التقاعد المبكر.

## حزب الحرية والاستقلال
في ديسمبر 2012، أسس التميمي حزب الحرية والاستقلال (حارس)؛ للدفاع عن المقدسات والثوابت.

## أحداث
- خلال ندوة في نوفمبر 2001، دخل التميمي في نقاش حاد مع مفتي القدس والديار الفلسطيني الشيخ عكرمة صبري، حيث كان حول الإصلاحات في النظام الشرعي، ولا سيما مواقفهم بشأن سن الزواج. إذ دعا التميمي إلى رفع سن الزواج القانوني إلى 18 سنة في حين فضل صبري موقف الشريعة الإسلامية التقليدية بأنه يمكن أن يتزوج القاصر عند البلوغ.[10]
- في 21 ديسمبر 2012، أحرقت سيارة تيسير التميمي بجوار منزله، في جبل أبو رمان بمدينة الخليل.[11][12]

## مؤلفات
ألف تيسير التميمي عدة كتب تناول أغلبها القضايا الإسلامية المعاصرة، من بينها: «وقف تميم الداري أول إقطاع في الإسلام»، و«رحلة حوار»، و«التعددية الدينية والمذهبية والقومية في الإسلام».